# 동해웰빙레포츠타운
동해웰빙레포츠타운(東海웰빙레포츠타운, Donghae Wellbeing Leports Town)은 대한민국 강원특별자치도 동해시에 있는 스포츠 시설 단지이다. 동해종합경기장, 보조경기장, 실내체육관, 테니스장, 하키장 등 여러 스포츠 경기 시설이 갖춰져 있다.

## 참고 문헌
- 《전국 공공체육 시설 현황 (2017년말 기준)》. 대한민국 문화체육관광부. 2019.

## 같이 보기
- 동해종합경기장
- 동해웰빙레포츠타운 보조경기장